# Perseguições marianas

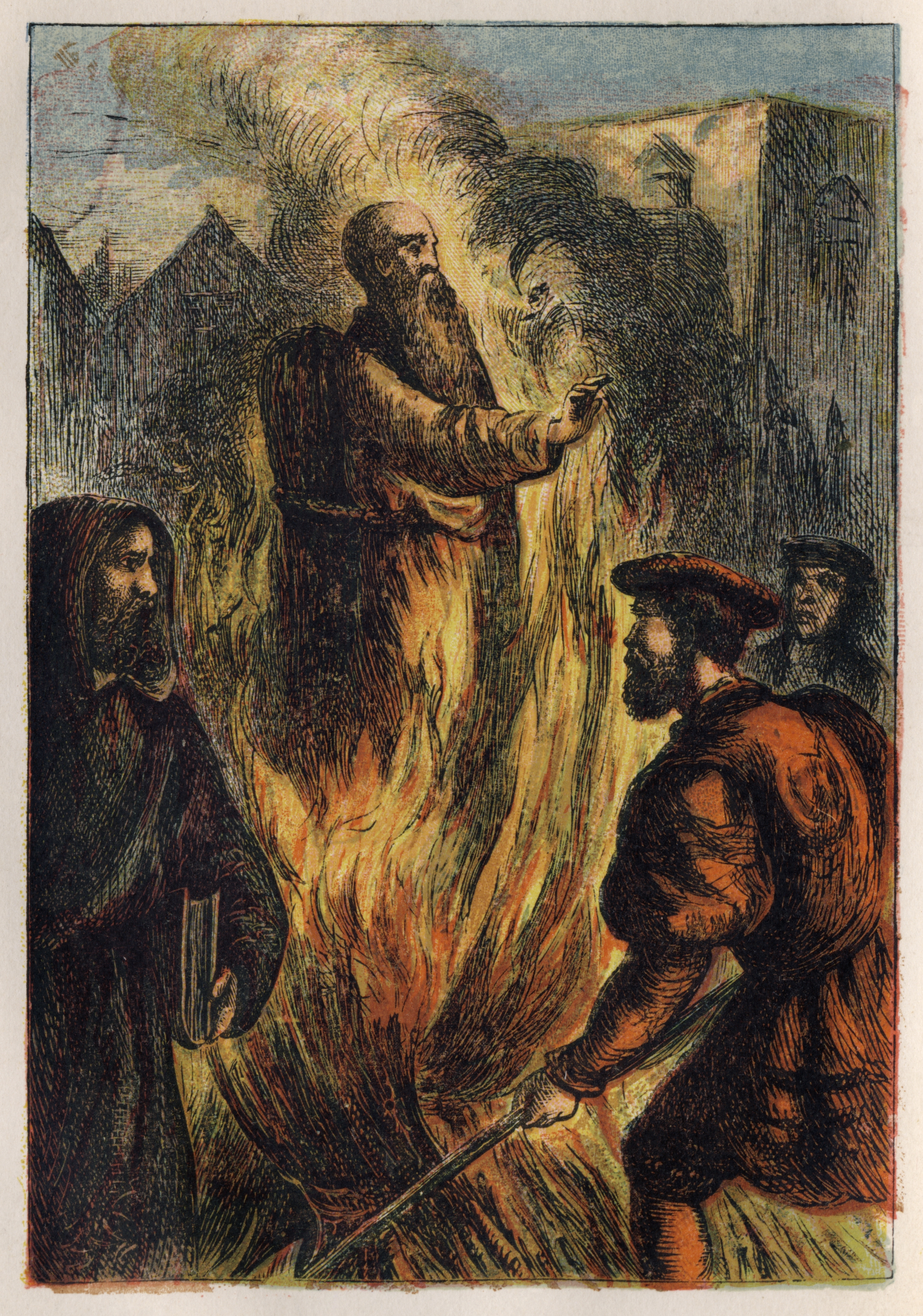
Morte do Arcebispo Thomas Cranmer, de uma cópia de 1887 do Livro dos Mártires de Foxe.

Na Inglaterra, sob acusação de heresia, centenas de protestantes foram executados durante os reinados de Henrique VII (1509-1547) e Maria I (1553-1558), e em menor número, nos reinados de Eduardo VI (1547-1553), Isabel I (1558-1603), e Jaime I (1603-1625).  A maioria das execuções ocorreram durante o curto reinado de Maria I, período que deu o nome as perseguições marianas. O teólogo e ativista protestante John  Foxe descreveu como ''As grandes perseguições e problemas horríveis, o sofrimento dos mártires e outras coisas semelhantes"  em seu Livro dos Mártires, publicado no mesmo período.
Na Inglaterra e no País de Gales, os protestantes eram executados sob a lei, que punia qualquer pessoa julgada por heresia contra a Igreja Católica Romana. Embora na época o mais comum fosse enforcar, arrastar e esquartejar o traidor, a legislação adotou o médoto de queimar o condenado vivo na fogueira. Até então, fontes da época confirmam cerca de 287 pessoas queimadas vivas durante os cinco anos do reinado de Maria I, o que a concedeu o título popular de ''Maria sangrenta''. 

## Contexto histórico

### A reforma Inglesa
A reforma inglesa rompeu com a governança eclesiática da Igreja Católica na Inglaterra, estabelecendo a supremacia real sobre a Igreja Inglesa e dissolvendo instituições religiosas como monastérios e capelas. 
O ano de 1547 foi o mais importante para a reforma inglesa, quando o protestantismo ganhou força sobre o reinado de  Eduardo VI, o primeiro rei protestante da Inglaterra. Eduardo morreu aos 15 anos de idade em 1553, sua prima protestante Lady jane Grey reinvindicou o trono, mas foi deposta pela meia irmã de Eduardo, Maria I.

### Perseguições aos protestantes sob Maria I (1553-1558)

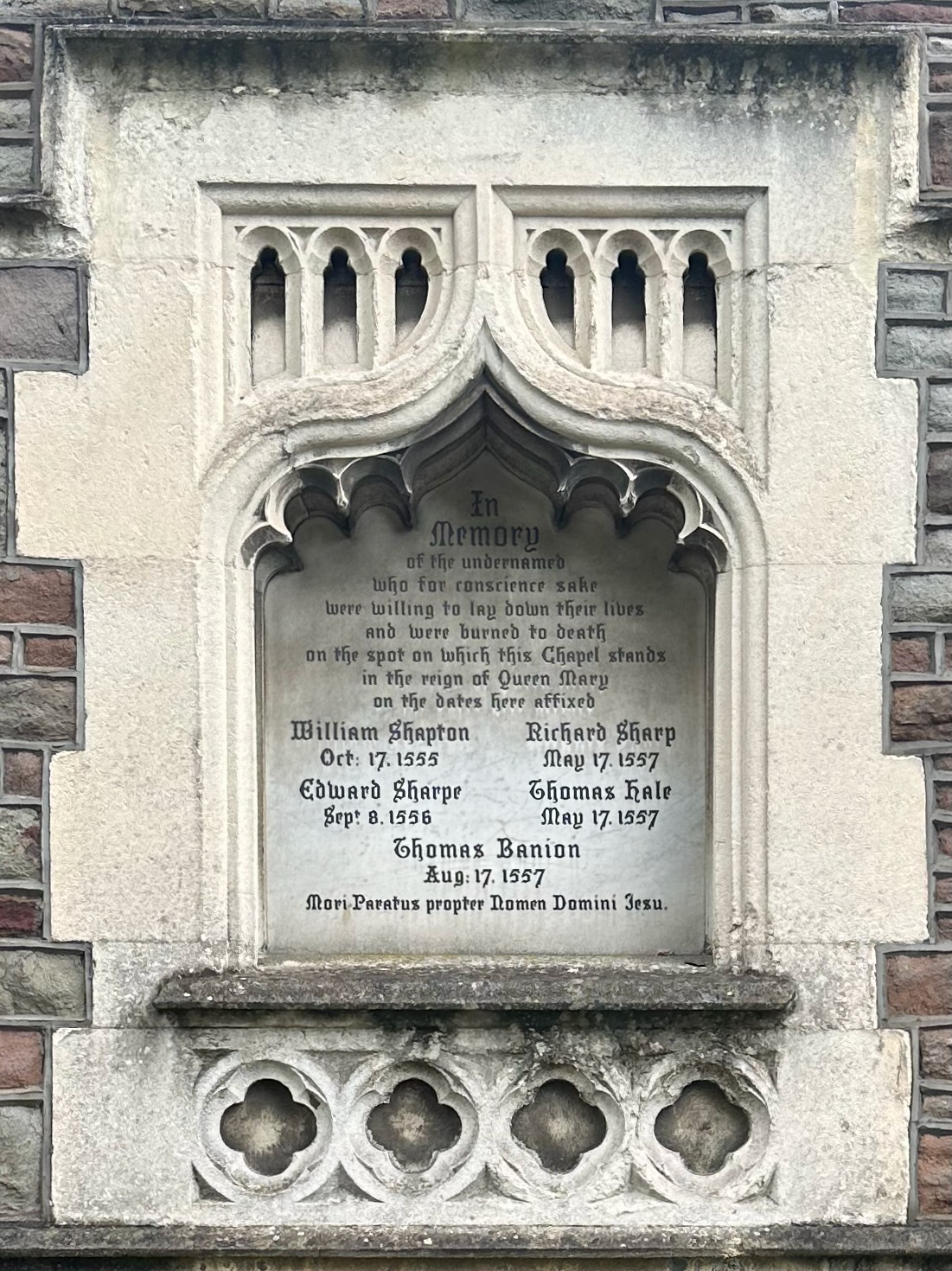
Memorial dos mártires marianos na igreja de Cotham, Bristol.

A comunhão da Igreja da Inglaterra com Roma foi reestabelecida na ascenção ao trono da rainha Maria I em 1553. Em março do mesmo ano, o parlamento promulgou o o Primeiro Estatuto de Revogação, que anulou toda  a legislação religiosa aprovada pelo monarca anterior,  Eduardo VI. Com isso, a única escolha para os protestantes ingleses que se recusassem a se converter ao catolicismo romano seria o exilo ou punição.:p.186 Milhares de pessoas se exilaram, outras centenas foram queimadas na fogueira, concedendo a ela o título de ''Maria Sanguinária''.  O número de pessoas executadas por sua fé durante as perseguições é estimado em pelo menos 287, incluindo 56 mulheres. Outras trinta morreram na prisão.:p.79
Apesar das perseguições marianas terem iniciado com quatro clérigos, todos da era protestante eduardiana, o Livro dos Mártires de Foxe oferece um relato das execuções que se extenderam muito além do público previsto (os clérigos de alta influência). Comerciantes foram queimados, casais em conjunto, jovens, e há relato de um casal que foi queimado vivo com sua filha.:p.196. O  número exato de 300 vítimas das perseguições marianas foi dado por Foxe, e posteriormente confirmado por Thomas Brice, martirologista e poeta, em seu poema ''The Regester''. 

### A Inquisição inglesa e o processo judicial
Por mais sangrentos que tenham sido os finais, o julgamento dos hereges protestantes foram assuntos judiciais, presididos por bispos (mais notavelmente o bispo Edmund Bonner) aderindo a um protocolo sob conselho privado, com a benção do perlamento. :p.195 Maria teve dificuldade em formar um conselho privado que fosse eficiente, o que eveltuamente ultrapassou mais de 40 menbros e nunca funcionou como uma fonte de advertência política, embora efetivamente tenha prosseguido o trabalho policial e a  aplicação da uniformidade religiosa.  Durante as sessões que restauraram o reino a autoridade papal, o parlamento reestabeleceu as leis de heresias. :p.196 A partir de janeiro de 1555, a Inglaterra poderia legalmente punir os julgados de heresia contra a fé católica romana. :p.91
Por tando, os julgamentos se tornaram questão de estabelecer a culpa ou inocência dos acusados de heresia  ao tribunal aberto – um processo que as autoridade leigas adotaram para recuperar as ''ovelhas perdidas'' e para reestabelecer o que chamavam de autêntico ensino católico.:p.102 Se julgado culpado, o acusado era primeiro excomungado e então entregue as autoridades seculares para a execução.  :p.102  Os registros oficiais dos julgamentos são limitados a acusações fomais, sentenças e assim por diante; os documentos aos quais os historiadores procuram por detalhes e contextos geralmente são os escritos pelos acusados e os seus apoiadores.:p.102

### Execução de John Rogers
Antes de Maria ascender ao trono, John Foxe, um dos poucos clérigos da época que era contra queimar mesmo hereges mais pertinazes, se aproximou do capelão real e pregador protestante John Rogers para que o mesmo intervisse em nome de Joan Bocher, uma mulher anabatista que foi sentenciada a morte na forgueira em 1550. :p.193  Como era a favor de queimar os hereges, Rogers se recusou a ajudar. Ele argumentou que este método de execução era ''suficientemente leve'' para um crime grave como a heresia. :p.87 Posteriormente, quando Maria I tomou o poder e restaurou a Inglaterra ao catolicismo, John Rogers discursou veementemente contra a nova ordem e ele mesmo foi queimado como um herege. :p.97

### Legado
Ao longo das perseguições, Foxe lista 312 indivíduos que foram queimados e enforcados pela sua fé, ou que morreram doentes aprisionados. Três destes são lembrados com um memorial gótico em Oxford, Inglaterra, mas existem muitos outros memoriais pelo país.   Eles são conhecidos localmente como ''mártires marianos''. 
Santos e mártires da reforma inglesa são lembrados na Igreja da Inglaterra com uma festa menor em 4 de maio.

## Lista dos mártires
| Ordem de morte                                   | Nome | Residência                                                                              | Descrição | Data de execução                                                                                           | Local de execução                                        | Referências                                                              |
| Protestants executed under Henry VIII            | Protestants executed under Henry VIII                                                                                                  | Protestants executed under Henry VIII                                                   | Protestants executed under Henry VIII                                                                                             | Protestants executed under Henry VIII                                                                      | Protestants executed under Henry VIII                    | Protestants executed under Henry VIII                                    |
| ------------------------------------------------ | --- | --------------------------------------------------------------------------------------- | --- | --- | -------------------------------------------------------- | ------------------------------------------------------------------------ |
| 1.                                               | Thomas Hitton | Martham, Norfolk                                                                        | Ministro | Queimado em 23 de fevereiro de 1530                                                                        | Maidstone, Kent                                          | [ 22 ]                                                                   |
| 2.                                               | Thomas Benet | Exeter, Devon                                                                           | Professor | Queimado em 15 de janeiro de 1531                                                                          | Exeter, Devon                                            | [ 23 ]                                                                   |
| 3.                                               | Thomas Bilney | Taken at Norwich, Norfolk                                                               | Ministro | Queimado em 19 de agosto de 1531                                                                           | Lollards Pit, Norwich, Norfolk                           | [ 24 ]                                                                   |
| 4.                                               | Richard Bayfield | Taken at Mark Lane, London                                                              | Ex-monge beneditino e camareiro da Abadia de St Edmunds, Bury.                                                                    | Queimado em 27 de novembro de 1531                                                                         | Smithfield, London                                       | [ 25 ]                                                                   |
| 5.                                               | John Tewkesbury | St Michael-le-Querne Parish, Paternoster Row, London                                    | Vendedor de couro | Queimado em dezembro de 1531                                                                               | Smithfield, London                                       | [ 26 ]                                                                   |
| 6.                                               | 'An old man' | Buckinghamshire                                                                         | | Queimado 1531                                                                                              |                                                          | [ 27 ] [ n 1 ]                                                           |
| 7.                                               | Davy Foster | Yorkshire                                                                               | Artesão pobre | Queimado 1531                                                                                              |                                                          | [ 28 ] [ 29 ]                                                            |
| 8.                                               | James Bainham | Middle Temple, London                                                                   | Advogado | | Smithfield, London                                       | [ 30 ]                                                                   |
| 9.                                               | John Bent | Urchfont, Wiltshire                                                                     | | Queimado em 30 de abril de 1532                                                                            | Devizes, Wiltshire                                       | [ 31 ]                                                                   |
| 10.                                              | ... Trapnel |                                                                                         | | Queimado em ou antes de abril de 1532                                                                      | Bradford, Wiltshire                                      | [ 31 ]                                                                   |
| 11.                                              | Thomas Harding | Chesham, Buckinghamshire                                                                | ''Pai idoso'' | Seus miolos foram destruídos com um pedaço de madeira enquanto ele era queimado na fogueira, maio de 1532. | Chesham, Buckinghamshire                                 | [ 32 ]                                                                   |
| 12.                                              | John Frith | Westerham, then Sevenoaks, Kent – Taken after he had been preaching at Bow Lane, London | Cllérigo - cônego no Cardinal College, Oxford.                                                                                    | Queimado em 4 de julho de 1533                                                                             | Smithfield, London                                       | [ 34 ]                                                                   |
| 13.                                              | Andrew Hewet | Watling Street, London (born in Faversham, Kent)                                        | Aprendiz de alfaiate. | Queimado em 4 de julho de 1533                                                                             | Smithfield, London                                       | [ 34 ]                                                                   |
| 14.–23.                                          | Ten Dutchmen counted for Anabaptists – Segor, Derycke, Symon, Runa, Derycke, Dominicke, Dauid, Cornelius, Elken and Milo               |                                                                                         | | Queimado 1535                                                                                              | 'sundry places of the realm'                             | [ 35 ] [ 36 ]                                                            |
| 24.                                              | Robert Pakington | Cheapside, London                                                                       | Comerciante | Assassinado em 13 de novembro de 1536                                                                      | Cheapside, London                                        | [ 37 ]                                                                   |
| 25.                                              | William Cowbridge | Wantage, Berkshire                                                                      | Suposto clérigo- 'exerceu o ofício de sacerdote, no ensino e na administração dos sacramentos, mas não sendo realmente sacerdote' | Queimado depois – provavelmente pouco depois – 22 de julho de 1538                                         | Oxford, Oxfordshire                                      | [ 37 ] [ 38 ] [ n 2 ]                                                    |
| 26.                                              | John Lambert | The Stocks – a market for meat and fish in the City of London                           | Clérigo - sacerdote e professor de grego e latim.                                                                                 | Queimado em 22 de novembro de 1538                                                                         | Smithfield, London                                       | [ 39 ]                                                                   |
| 27.                                              | ... Puttedew | Suffolk                                                                                 | | Queimado em ou antes de 1538                                                                               | Suffolk                                                  | [ 37 ]                                                                   |
| 28.                                              | William Leiton or Leyton | Eye Priory, Eye, Suffolk                                                                | Monge beneditino | Queimado em ou antes de 1538                                                                               | Norwich, Norfolk                                         | [ 37 ]                                                                   |
| 29. -30                                          | Dois anabatistas, um homen e uma mulher.                                                                                               | Holandeses                                                                              | | Queimado em 29 de novembro de 1538                                                                         | Smithfield, London                                       | [ 40 ]                                                                   |
| 31.                                              | Giles Germane |                                                                                         | | Queimado 1539                                                                                              | St Giles in the Fields, outside London                   | [ 41 ]                                                                   |
| 32.                                              | Launcelot ... |                                                                                         | Servo do rei Henrique VII | Queimado 1539                                                                                              | St Giles in the Fields, outside London                   | [ 41 ]                                                                   |
| 33.                                              | John ... |                                                                                         | Pintor | Queimado em 1539                                                                                           | St Giles in the Fields, outside London                   | [ 41 ]                                                                   |
| 34.–36.                                          | Três anabatistas– ... Mandeville, ... Collins e outro.                                                                                 |                                                                                         | | Queimado em 29 de abril de 1539                                                                            | Newington Causeway, outside London                       | [ 42 ]                                                                   |
| 37.                                              | William Collins | Londres                                                                                 | Advogado | Queimado em 7 de julho de 1540                                                                             | Smithfield, London or Southwark                          | [ 37 ] [ 38 ] [ n 3 ]                                                    |
| 38.                                              | Robert Barnes | Austin Friary, Cambridge (até 1528)                                                     | Monge augustiniano | Queimado em 30 de julho de 1540                                                                            | Smithfield, London                                       | [ 43 ]                                                                   |
| 39.                                              | Thomas Gerrard (ou Gerard, Garret ou Garrard)                                                                                          | All Hallows Honey Lane Paróquia, Londres.                                               | Clérigo - reitor de All Hallows Honey Lane                                                                                        | queimado em 30 de julho de 1540                                                                            | Smithfield, London                                       | [ 43 ]                                                                   |
| 40.                                              | William Jerome | Stepney, Londres                                                                        | Clérigo - vigário de St Dunstan's, Stepney.                                                                                       | Queimado em 30 de julho de 1540                                                                            | Smithfield, London                                       | [ 43 ]                                                                   |
| 41.–42.                                          | Valentine Freese e sua esposa |                                                                                         | | Queimado 1540                                                                                              | York, Yorkshire                                          | [ 44 ] [ 45 ]                                                            |
| 43.                                              | Richard Mekins |                                                                                         | ''Uma criança que não passou dos quinze anos''                                                                                    | Queimado em 30 de julho de 1541                                                                            |                                                          | [ 46 ] [ 47 ]                                                            |
| 44.                                              | Richard Spenser |                                                                                         | Ex-clérigo - 'um... Padre... que deixando o papismo, casou-se e tornou-se ator de interlúdios'                                    | Queimado por volta de 1541/2                                                                               | Salisbury, Wiltshire                                     | [ 46 ] [ 48 ]                                                            |
| 45.                                              | John Ramsey |                                                                                         | Músico | Queimado por volta de 1541/2                                                                               | Salisbury, Wiltshire                                     | [ 46 ] [ 48 ]                                                            |
| 46.                                              | Thomas Bernard |                                                                                         | | Queimado por volta de 1541                                                                                 | Lincoln Diocese                                          | [ 49 ] [ 50 ]                                                            |
| 47.                                              | James Morton |                                                                                         | | | Lincoln Diocese                                          | [ 49 ] [ 51 ]                                                            |
| 48.                                              | Adam Damlip (também conhecido como George Bucker)                                                                                      | Calais                                                                                  | Clérigo - ex-capelão do Bispo John Fisher                                                                                         | Enforcado, arrastado e esquartejado em 22 de maio de 1543                                                  | Calais                                                   | [ 53 ]                                                                   |
|                                                  | Windsor Martyrs |                                                                                         | | |                                                          |                                                                          |
| 49.                                              | Robert Testwood | Londres                                                                                 | Músico no colégio de Windsor | Queimado em 28 de julho de 1543                                                                            | Windsor, Berkshire                                       | [ 54 ] [ 55 ]                                                            |
| 50.                                              | Anthony Pearson |                                                                                         | Clérigo – sacerdote de Windsor; pregador popular.                                                                                 | Queimado em 28 de julho de 1543                                                                            | Windsor, Berkshire                                       | [ 54 ] [ 56 ]                                                            |
| 51.                                              | Henry Filmer |                                                                                         | Sacristão da Igreja de São João Batista, Windsor                                                                                  | Queimado em 28 de julho de 1543                                                                            | Windsor, Berkshire                                       | [ 54 ] [ 57 ]                                                            |
| 52.                                              | Homen desconhecido | Calais                                                                                  | Trabalhador pobre | Queimado 1540                                                                                              | Calais                                                   | [ 53 ]                                                                   |
| 53.                                              | ... Dodd | Calais – Um escocês                                                                     | | Queimado 1541                                                                                              | Calais                                                   | [ 53 ]                                                                   |
| 54.                                              | Nome próprio desconhecido ... Henry |                                                                                         | | Queimado em 1545 ou 1546                                                                                   | Colchester, Essex                                        | [ 58 ]                                                                   |
| 55.                                              | Homen desconhecido |                                                                                         | Servo de Henrique VIII | Queimado em 1545 ou 1546                                                                                   | Colchester, Essex                                        | [ 58 ]                                                                   |
| 56.                                              | Nome próprio desconhecido ... Kerby |                                                                                         | | Queimado 1546                                                                                              | Ipswich, Suffolk                                         | [ 58 ]                                                                   |
| 57.                                              | Roger Clarke | Mendlesham, Suffolk                                                                     | | Queimado em 1546                                                                                           | Bury St Edmunds, Suffolk                                 | [ 58 ]                                                                   |
| 58.                                              | Anne Askew | Stallingborough, Lincolnshire                                                           | Esposa do Mestre Thomas Kyme, fazendeiro e proprietário de terras de Friskney, Lincolnshire                                       | Queimada em 16 de julho de 1546                                                                            | Smithfield, London                                       | [ 60 ]                                                                   |
| 59.                                              | Nicholas Belenian | Shropshire                                                                              | Clérigo | Queimado em 16 de julho de 1546                                                                            | Smithfield, London                                       | [ 61 ]                                                                   |
| 60.                                              | John Adams | Colchester, Essex                                                                       | Alfaiate | Queimado em 16 de julho de 1546                                                                            | Smithfield, London                                       | [ 61 ]                                                                   |
| 61.                                              | John Lassells | Gateford, Nottinghamshire                                                               | Cortesão | Queimado em 16 de julho de 1546                                                                            | Smithfield, London                                       | [ 61 ]                                                                   |
| 62.                                              | ... Rogers | Norfolk                                                                                 | | Queimado 1546                                                                                              | Norfolk                                                  | [ 63 ]                                                                   |
| 63.                                              | Oliver Richardine | Whitchurch parish, Shropshire                                                           | | Queimado 1546                                                                                              | Hartford West                                            | [ 64 ]                                                                   |
| Protestantes radicais executados sob Eduardo VI  | |                                                                                         | | |                                                          |                                                                          |
| 1.                                               | Joan Bocher (ou Butcher, ou como Joan Knell)                                                                                           | Kent (talvez Romney Marsh)                                                              | | 2 de maio de 1550                                                                                          | Smithfield, London                                       | [ 65 ]                                                                   |
| 2.                                               | George van Parris | Holandês                                                                                | | 1551 |                                                          | [ 66 ] [ 67 ]                                                            |
| Protestantes executados sob Maria I              | |                                                                                         | | |                                                          |                                                                          |
| 1.                                               | John Rogers | City of London                                                                          | Clérigo - pregador, tradutor bíblico, conferencista na Catedral de São Paulo.                                                     | Queimado em 4 de fevereiro de 1555                                                                         | Smithfield, London                                       | :p.113                                                                   |
| 2.                                               | Lawrence Saunders | City of London                                                                          | Clérigo - pregador, Reitor de All Hallows Bread Street, Londres.                                                                  | Queimado em 8 de fevereiro de 1555                                                                         | Coventry, Warwickshire                                   | :p.98                                                                    |
| 3.                                               | John Hooper | Gloucester and Worcester                                                                | Clérigo - Bispo de Gloucester e Worcester sob Eduardo VI                                                                          | Queimado em 9 de fevereiro de 1555                                                                         | Gloucester, Gloucestershire                              | :p.98                                                                    |
| 4.                                               | Rowland Taylor | Hadleigh, Suffolk                                                                       | Clérigo - Reitor de Hadleigh, Suffolk                                                                                             | Queimado em 9 de fevereiro de 1555                                                                         | Aldham Common, Nr Hadleigh, Suffolk                      | :p.98                                                                    |
| 5.                                               | Rawlins White | Cardiff, Glamorgan                                                                      | Pescador | Queimado em março de 1555                                                                                  | Cardiff, Glamorgan                                       | [ 73 ]                                                                   |
| 6.                                               | Thomas Tomkins | Shoreditch, London                                                                      | Tecelão | Queimado em 16 de março de 1555                                                                            | Smithfield, London                                       | [ 74 ]                                                                   |
| 7.                                               | Thomas Causton | Horndon on the Hill or Thundersby, Essex                                                | Cavalheiro | Queimado em 26 de março de 1555                                                                            | Rayleigh, Essex                                          | [ 75 ]                                                                   |
| 8.                                               | Thomas Higbed | Horndon on the Hill or Thundersby, Essex                                                | Cavalheiro | Queimado em 26 de março de 1555                                                                            | Horndon-on-the-Hill, Essex                               | [ 75 ]                                                                   |
| 9.                                               | William Hunter | Coleman Street Parish, London                                                           | Aprendiz | Queimado em 27 de março de 1555 (ou 26 de acordo com Foxe)                                                 | Brentwood, Essex                                         | [ 76 ]                                                                   |
| 10.                                              | Stephen Knight |                                                                                         | Barbeiro | Queimado em 28 de março de 1555                                                                            | Maldon, Essex                                            | [ 77 ]                                                                   |
| 11.                                              | William Pygot (ou Pigot) |                                                                                         | Açougueiro | Queimado em 28 de março de 1555                                                                            | Braintree, Essex                                         | [ 77 ]                                                                   |
| 12.                                              | William Dighel |                                                                                         | | Queimado em 28 de março de 1555                                                                            | Banbury, Oxfordshire                                     | [ 78 ] [ 79 ]                                                            |
| 13.                                              | John Lawrence (ou Laurence) |                                                                                         | Clérigo - padre e ex-Blackfriar em Sudbury, Suffolk                                                                               | Queimado em 29 de março de 1555                                                                            | Colchester, Essex                                        | [ 77 ]                                                                   |
| 14.                                              | Robert Ferrar | St David's, Pembrokeshire                                                               | Clérigo - Bispo de St David sob Eduardo VI                                                                                        | Queimado em 30 de março de 1555                                                                            | Carmarthen, Carmarthenshire                              | [ 80 ]                                                                   |
| 15.                                              | George Marsh | Dean, Lancashire                                                                        | Clérigo - coadjutor de Laurence Saunders e ministro em Dean, Lancashire.                                                          | Queimado em 24 de abril de 1555                                                                            | Boughton, Cheshire                                       | [ 81 ]                                                                   |
| 16.                                              | William Flower | Lambeth, London                                                                         | Cirurgião e professor | Queimado em 24 de abril de 1555                                                                            | Westminster                                              | [ 82 ]                                                                   |
| 17.                                              | John Cardmaker | Wells, Somerset                                                                         | Clérigo - prebendário da Catedral de Wells.                                                                                       | Queimado em 30 de maio de 1555                                                                             | Smithfield, London                                       | [ 83 ]                                                                   |
| 18.                                              | John Warne | Walbrook, Londres                                                                       | Estofador | Queimado em 30 de maio de 1555                                                                             | Smithfield, London                                       | [ 83 ]                                                                   |
| 19.                                              | Thomas Hawkes (ou Haukes) | Essex                                                                                   | Cavalheiro | Queimado em 10 de junho de 1555                                                                            | Coggeshall, Essex                                        | [ 84 ] [ 85 ]                                                            |
| 20.                                              | Thomas Watts (ou Wattes) | Billericay, Essex                                                                       | Tapeceiro de linho | Queimado em 10 de junho de 1555                                                                            | Chelmsford, Essex                                        | [ 84 ] [ 86 ]                                                            |
| 21.                                              | John Ardeley (ou Ardite) | Wigborough, Essex                                                                       | Lavrador | Queimado em 30 de maio de 1555 (ou 'cerca de 10 de junho', de acordo com Foxe)                             | Rayleigh, Essex                                          | [ 84 ] [ 87 ]                                                            |
| 22.                                              | John Simson | Wigborough, Essex                                                                       | Lavrador | Queimado em 30 de maio de 1555 (ou 'cerca de 10 de junho', de acordo com Foxe)                             | Rochford, Essex                                          | [ 84 ] [ 87 ]                                                            |
| 23.                                              | Nicholas Chamberlain (ou Chamberlaine)                                                                                                 | Coggeshall, Essex                                                                       | Tecelão | Queimado em 14 de junho de 1555                                                                            | Colchester, Essex                                        | [ 84 ] [ 88 ]                                                            |
| 24.                                              | William Bamford (ou Butler) | Coggeshall, Essex                                                                       | Tecelão | Queimado em 15 de junho de 1555                                                                            | Harwich, Essex                                           | [ 84 ] [ 88 ]                                                            |
| 25.                                              | Thomas Ormond (ou Osmande) | Coggeshall, Essex                                                                       | Tecelão | Queimado em 15 de junho de 1555                                                                            | Manningtree, Essex                                       | [ 84 ] [ 88 ]                                                            |
| 26.                                              | John Bradford | City of London                                                                          | Clérigo - prebendário da Catedral de São Paulo.                                                                                   | Queimado em 1º de julho de 1555                                                                            | Smithfield, London                                       | [ 84 ] [ 89 ] [ 90 ]                                                     |
| 27.                                              | John Leaf (ou Jhon Least) | Christ Church Greyfriars, London (born in Kirkby Moorside, Yorkshire)                   | Aprendiz de velas de sebo | Queimado em 1º de julho de 1555                                                                            | Smithfield, London                                       | [ 84 ] [ 90 ] [ 91 ]                                                     |
|                                                  | Mártires da Cantuária julho de 1555 |                                                                                         | | |                                                          |                                                                          |
| 28.                                              | John Bland (ou Blande) | Rolvenden, Kent                                                                         | Clérigo - vigário de Rolvenden, Kent.                                                                                             | Queimado em 12 de julho de 1555                                                                            | Canterbury, Kent                                         | [ 84 ] [ 92 ]                                                            |
| 29.                                              | Nicholas Shetterden (ou Shitterdun) |                                                                                         | | Queimado em 12 de julho de 1555                                                                            | Canterbury, Kent                                         | [ 84 ] [ 93 ]                                                            |
| 30.                                              | John Frankesh | Adisham, Kent                                                                           | Clérigo - pároco de Adisham, Kent                                                                                                 | Queimado em 12 de julho de 1555                                                                            | Canterbury, Kent                                         | [ 84 ] [ n 10 ] [ 93 ]                                                   |
| 31.                                              | Humphrey Middleton | Ashford, Kent                                                                           | | Queimado em 12 de julho de 1555                                                                            | Canterbury, Kent                                         | [ 84 ] [ 93 ]                                                            |
| 32.                                              | Nicholas Hall | Dartford, Kent                                                                          | Pedreiro | Queimado em 19 de julho de 1555                                                                            | Rochester, Kent                                          | [ 84 ] [ 94 ]                                                            |
| 33.                                              | Christopher Wade | Dartford, Kent                                                                          | Tecelão de linho | Queimado em julho de 1555                                                                                  | Dartford, Kent                                           | [ 84 ] [ 94 ]                                                            |
| 34.                                              | Margaret (or Margery) Polley | Pepeling, Calais                                                                        | Viuva | Queimada em 17 de julho de 1555                                                                            | Royal Tunbridge Wells, Kent                              | [ 94 ]                                                                   |
| 35.                                              | Dirick Carver (also spelt Deryk; also known as Dirick Harman)                                                                          | Brighthelmstone (now Brighton), Sussex                                                  | Cervejeiro | Queimado em 22 de julho de 1555                                                                            | Lewes, East Sussex                                       | [ 84 ] [ 96 ] [ 97 ]                                                     |
| 36.                                              | John Launder | Godstone, Surrey                                                                        | Lavrador | Queimado em 23 de julho de 1555                                                                            | Steyning, West Sussex                                    | [ 84 ] [ 97 ]                                                            |
| 37.                                              | Thomas Euerson (ou Iueson, Iverson ou Iveson)                                                                                          | Godstone, Surrey                                                                        | Carpinteiro | Queimado (dia desconhecido) julho de 1555                                                                  | Chichester, West Sussex                                  | [ 84 ] [ 96 ] [ 98 ]                                                     |
| 38.                                              | Richard Hook (ou Hooke) |                                                                                         | Homen coxo | Data desconhecida queimado em julho de 1555                                                                | Chichester, West Sussex                                  | [ 84 ] [ 101 ]                                                           |
| 39.                                              | James Abbess | Stoke-by-Nayland, Suffolk                                                               | Sapateiro | Queimado em 2 de agosto de 1555                                                                            | Thetford, Norfolk (or Bury, according to Foxe)           | [ 84 ] [ 98 ]                                                            |
| 40.                                              | John Denley | Maidstone, Kent                                                                         | Cavalheiro | Queimado em 8 de agosto de 1555                                                                            | Uxbridge, Middlesex                                      | [ 84 ] [ 101 ]                                                           |
| 41.                                              | Robert Smith | Windsor, Berkshire                                                                      | Escrivão da faculdade de Windsor, Berkshire e pintor.                                                                             | Queimado em 8 de agosto de 1555                                                                            | Uxbridge, Middlesex                                      | [ 84 ] [ 102 ]                                                           |
|                                                  | Mártires da Cantuária, agosto de 1555.                                                                                                 |                                                                                         | | |                                                          |                                                                          |
| 42.                                              | William Coker |                                                                                         | | Queimado em 23 de agosto de 1555                                                                           | Canterbury, Kent                                         | [ 84 ] [ 103 ]                                                           |
| 43.                                              | William Hopper | Cranbrook, Kent                                                                         | | Queimado em 23 de agosto de 1555                                                                           | Canterbury, Kent                                         | [ 84 ] [ 103 ]                                                           |
| 44.                                              | Henry Laurence |                                                                                         | | Queimado em 23 de agosto de 1555                                                                           | Canterbury, Kent                                         | [ 84 ] [ 103 ]                                                           |
| 45.                                              | Richard Collier (or Colliar) |                                                                                         | | Queimado em 23 de agosto de 1555                                                                           | Canterbury, Kent                                         | [ 84 ] [ 103 ]                                                           |
| 46.                                              | Richard Wright | Ashford, Kent                                                                           | | Queimado em 23 de agosto de 1555                                                                           | Canterbury, Kent                                         | [ 84 ] [ 103 ]                                                           |
| 47.                                              | William Stere | Ashford, Kent                                                                           | | Queimado em 23 de agosto de 1555                                                                           | Canterbury, Kent                                         | [ 84 ] [ 103 ]                                                           |
| 48.                                              | Elizabeth Warne (ou Warren) | Walbrook, London                                                                        | Viúva de John Warne. | Queimado em 23 de agosto de 1555                                                                           | Stratford-atte-Bow, London                               | [ 84 ] [ 104 ]                                                           |
| 49.                                              | Roger Hues (apelidos: Curryer, Corier)                                                                                                 | St Mary's, Taunton, Somerset                                                            | | Queimado em 24 de agosto de 1555                                                                           | Taunton, Somerset                                        | [ 79 ] [ 84 ] [ 105 ]                                                    |
| 50.                                              | George Tankerfield | London (born in York)                                                                   | Cozinheiro | Queimado em 26 de agosto de 1555                                                                           | St Albans                                                | [ 84 ] [ 106 ]                                                           |
| 51.                                              | Patrick Pakingham (apelidos: Packingham, Pachingham, Patchingham or Pattenham)                                                         |                                                                                         | | Queimado em 28 de agosto de 1555                                                                           | Uxbridge, Middlesex                                      | [ 84 ] [ 101 ]                                                           |
| 52.                                              | John Newman | Maidstone, Kent                                                                         | Metalúrgico | Queimado em 31 de agosto de 1555                                                                           | Saffron Walden, Essex                                    | [ 84 ] [ 101 ]                                                           |
| 53.                                              | Robert Samuel (ou Samuell) | Barfold, Suffolk                                                                        | Clérigo, ministro de Barfold, Suffolk                                                                                             | Queimado em 31 de agosto de 1555                                                                           | Thetford, Norfolk                                        | [ 84 ] [ 107 ]                                                           |
| 54.                                              | Stephen Harwood | Ware, Hertfordshire                                                                     | Cerveijeiro | Queimado em 30 de agosto de 1555                                                                           | Stratford in Essex                                       | [ 84 ] [ 108 ]                                                           |
| 55.                                              | Thomas Fust (ou Fusse) |                                                                                         | Negociante de tecidos | Agosto de 1555                                                                                             | In the environs of London or Ware                        | [ 84 ] [ 108 ]                                                           |
| 56.                                              | William Hale (ou Hailes) | Thorpe, Essex,                                                                          | | Final de agosto de 1555                                                                                    | In the environs of Barnet, London                        | [ 84 ] [ 108 ]                                                           |
| 57.                                              | William Allen | Somerton, Norfolk                                                                       | Trabalhador | Queimado no início de setembro de 1555                                                                     | Walsingham, Norfolk                                      | [ 84 ] [ 109 ]                                                           |
| 58.                                              | Roger Coe (ou Coo/Cooe) | Melford, Suffolk                                                                        | Torquiador | Data de queima desconhecida, setembro de 1555                                                              | Yoxford, Suffolk                                         | [ 84 ] [ 109 ]                                                           |
| 59.                                              | Thomas Cob | Haverhill, Suffolk                                                                      | Açougueiro | Data de queima desconhecida, setembro de 1555                                                              | Thetford, Norfolk                                        | [ 84 ] [ 109 ]                                                           |
|                                                  | Mártires da Cantuária, setembro de 1555.                                                                                               |                                                                                         | | |                                                          |                                                                          |
| 60.                                              | George Catmer (ou Painter) | Hythe, Kent                                                                             | | Queimado por volta de 6 de setembro de 1555, de acordo com Foxe (ou 12 de julho de 1555)                   | Canterbury, Kent                                         | [ 64 ] [ 84 ] [ 110 ] [ 111 ]                                            |
| 61.                                              | Robert Streater (or Streter) | Hythe, Kent                                                                             | | Queimado por volta de 6 de setembro de 1555, de acordo com Foxe (ou 12 de julho de 1555)                   | Canterbury, Kent                                         | [ 64 ] [ 84 ] [ 110 ] [ 111 ]                                            |
| 62.                                              | Anthony Burward | Calete (possibly Calais)                                                                | | Queimado por volta de 6 de setembro de 1555, de acordo com Foxe (ou 12 de julho de 1555)                   | Canterbury, Kent                                         | [ 64 ] [ 84 ] [ 110 ] [ 111 ]                                            |
| 63.                                              | George Brodbridge (ou Bradbridge) | Bromfield, Kent                                                                         | | Queimado por volta de 6 de setembro de 1555, de acordo com Foxe (ou 12 de julho de 1555)                   | Canterbury, Kent                                         | [ 64 ] [ 84 ] [ 110 ] [ 111 ]                                            |
| 64.                                              | James Tutty (ou Tuttey) | Brenchley, Kent                                                                         | | Queimado por volta de 6 de setembro de 1555, de acordo com Foxe (ou 12 de julho de 1555)                   | Canterbury, Kent                                         | [ 64 ] [ 84 ] [ 110 ] [ 111 ]                                            |
| 65.                                              | Robert Glover (ou Glouer) | Mancetter, Warwickshire                                                                 | Cavalheiro | Queimado em 14 de setembro de 1555                                                                         | Coventry, Warwickshire                                   | [ 84 ] [ 113 ]                                                           |
| 66.                                              | Cornelius Bongey (ou Bungey) |                                                                                         | Negociante | Queimado em 20 de setembro de 1555                                                                         | Coventry, Warwickshire                                   | [ 84 ] [ 114 ]                                                           |
| 67.                                              | Thomas Hayward (ou Heywarde) |                                                                                         | | Queimado em meados de setembro de 1555                                                                     | Lichfield, Staffordshire                                 | [ 64 ] [ 84 ]                                                            |
| 68.                                              | John Goreway | Holy Trinity Parish, Coventry, Warwickshire                                             | | Queimado em meados de setembro de 1555                                                                     | Lichfield, Staffordshire                                 | [ 64 ] [ 84 ]                                                            |
|                                                  | Martires de Ely |                                                                                         | | |                                                          |                                                                          |
| 69.                                              | William Wolsey | Upwell, Norfolk                                                                         | Condestável, Um dos mártires de Ely                                                                                               | Queimado em 16 de outubro de 1555                                                                          | Cathedral Green, Ely, Cambridgeshire                     | [ 84 ] [ 115 ]                                                           |
| 70.                                              | Robert Pygot (ou Pigot) | Wisbech, Isle of Ely, Cambridgeshire                                                    | Pintor, também um martir de Ely                                                                                                   | Queimado em 16 de outubro de 1555                                                                          | Cathedral Green, Ely, Cambridgeshire                     | [ 84 ] [ 115 ]                                                           |
|                                                  | Oxford Martyrs |                                                                                         | | |                                                          |                                                                          |
| 71.                                              | Hugh Latimer (ou Latymer) | Baxterley, Warwickshire                                                                 | Clérigo – capelão do rei Eduardo VI.                                                                                              | Queimado em 16 de outubro de 1555                                                                          | outside Balliol College, Oxford                          | [ 84 ] [ 118 ]                                                           |
| 72.                                              | Nicholas Ridley | Fulham Palace                                                                           | Clérigo, bispo de Londres sob Eduardo VI.                                                                                         | Queimado em 16 de outubro de 1555                                                                          | outside Balliol College, Oxford                          | [ 84 ] [ 118 ]                                                           |
|                                                  | Mártires da Cantuária de Novembro de 1555                                                                                              |                                                                                         | | |                                                          |                                                                          |
| 73.                                              | John Webbe (ou Web) |                                                                                         | Cavalehiro | Queimado em 30 de novembro de 1555                                                                         | Canterbury, Kent                                         | [ 84 ] [ 119 ]                                                           |
| 74.                                              | George Roper |                                                                                         | | Queimado em 30 de novembro de 1555                                                                         | Canterbury, Kent                                         | [ 84 ] [ 119 ]                                                           |
| 75.                                              | Gregory Parke (ou Paynter)[carece de fontes?]                                                                                          |                                                                                         | | Queimado em 30 de novembro de 1555                                                                         | Canterbury, Kent                                         | [ 84 ] [ 119 ]                                                           |
|                                                  | |                                                                                         | | |                                                          |                                                                          |
| 76.                                              | John Philpot | Winchester, Hampshire                                                                   | Clérigo, arquediácono de Winchester                                                                                               | Queimado em 18 de dezembro de 1555                                                                         | Smithfield, London                                       | [ 84 ] [ 120 ]                                                           |
| 77.                                              | Thomas Whittle (ou Whitwell) | Essex                                                                                   | Clérigo | Queimado em 27 de janeiro de 1556                                                                          | Smithfield, London                                       | [ 84 ] [ 121 ]                                                           |
| 78.                                              | Bartlett (or Bartholomew) Green | Temple, London – Basinghall, London                                                     | Cavalheiro e advogado | Queimado em 27 de janeiro de 1556                                                                          | Smithfield, London                                       | [ 84 ] [ 121 ]                                                           |
| 79.                                              | Thomas Brown | St Bride's parish, Fleet Street, London – born in Histon, Cambridgeshire                | | Queimado em 27 de janeiro de 1556                                                                          | Smithfield, London                                       | [ 84 ] [ 121 ]                                                           |
| 80.                                              | John Tudson | St Mary Botolph parish, London – born in Ipswich, Suffolk                               | Artífice | Queimado em 27 de janeiro de 1556                                                                          | Smithfield, London                                       | [ 84 ] [ 121 ]                                                           |
| 81.                                              | John Went (ou Winter Hunt) | Langham, Essex                                                                          | Artífice | Queimado em 27 de janeiro de 1556                                                                          | Smithfield, London                                       | [ 84 ] [ 121 ]                                                           |
| 82.                                              | Isobella Forster (ou Annis Foster) | St Bride's parish, Fleet Street, London – Born in Greystoke, Cumberland                 | Esposa de John Foster, cortador.                                                                                                  | Queimada em 27 de janeiro de 1556                                                                          | Smithfield, London                                       | [ 84 ] [ 121 ]                                                           |
| 83.                                              | Joan Lushford (ou Jone Lashforde, or Warne)                                                                                            | Little Allhallows parish, Thames Street, London                                         | Empregada doméstica | Queimada em 27 de janeiro de 1556                                                                          | Smithfield, London                                       | [ 84 ] [ 121 ] [ n 14 ]                                                  |
|                                                  | Mártires da Cantuária de 1556 |                                                                                         | | |                                                          |                                                                          |
| 84.                                              | John Lomas (ou Jhon Lowmas) | Tenterden, Kent                                                                         | | Queimado em 31 de janeiro de 1556                                                                          | Wincheap, Canterbury                                     | [ 84 ] [ 122 ]                                                           |
| 85.                                              | Annes Snoth (ou Annis Snod) | Smarden, Kent                                                                           | Viuva | Queimada em 31 de janeiro de 1556                                                                          | Wincheap, Canterbury                                     | [ 84 ] [ 122 ]                                                           |
| 86.                                              | Anne Wright (ou Albright); alias Champnes                                                                                              |                                                                                         | | Queimada em 31 de janeiro de 1556                                                                          | Wincheap,Canterbury                                      | [ 84 ] [ 122 ]                                                           |
| 87.                                              | Joan (ou Jone) Soale | Horton, Kent                                                                            | Esposa | Queimada em 31 de janeiro de 1556                                                                          | Wincheap, Canterbury                                     | [ 84 ] [ 122 ]                                                           |
| 88.                                              | Joan Catmer | Hythe, Kent                                                                             | 'Esposa (como deveria parecer) de George Catmer', queimado em 1555.                                                               | Queimada em 31 de janeiro de 1556                                                                          | Wincheap, Canterbury                                     | [ 122 ] [ n 15 ] [ 84 ]                                                  |
|                                                  | Mártires de Ipswich de 1556 |                                                                                         | | |                                                          |                                                                          |
| 89.                                              | Agnes Potten | Ipswich, Suffolk                                                                        | Esposa de Robert Potten | Queimada em 19 de fevereiro de 1556                                                                        | Ipswich, Cornhill                                        | [ 84 ] [ n 16 ] [ 123 ]                                                  |
| 90.                                              | Joan Trunchfield | Ipswich, Suffolk                                                                        | Esposa de Michael Trunchfield, um sapateiro.                                                                                      | Queimada em 19 de fevereiro de 1556                                                                        | Ipswich, Cornhill                                        | [ 84 ] [ n 16 ] [ 123 ]                                                  |
| 91.                                              | Thomas Cranmer | Lambeth Palace                                                                          | Clérigo, Arcebispo da Cantuária.                                                                                                  | Queimado em 21 de março de 1556                                                                            | Fora de Balliol College, Oxford                          | [ 84 ] [ 124 ]                                                           |
| 92.                                              | John Maundrel | Beckhampton, Wiltshire – criado em Rowde, Wiltshire                                     | Lavrador | Queimado em 24 de março de 1556                                                                            | Fora de Salisbury, Wiltshire                             | [ 84 ] [ n 17 ] [ 125 ]                                                  |
| 93.                                              | William Coberly | Wiltshire                                                                               | Alfaiate | Queimado em 24 de março de 1556                                                                            | Fora de Salisbury, Wiltshire                             | [ 84 ] [ n 17 ] [ 125 ]                                                  |
| 94.                                              | John Spicer (or Spencer) | Winston, Suffolk                                                                        | freemason or bricklayer | Queimado em 24 de março de 1556                                                                            | Fora de Salisbury, Wiltshire                             | [ 84 ] [ 125 ]                                                           |
| 95.                                              | John Harpole (or Hartpoole) | St Nicholas Parish, Rochester, Kent                                                     | | Queimado em 1º de abril de 1556                                                                            | Rochester, Kent                                          | [ 84 ] [ 126 ]                                                           |
| 96.                                              | Joan Beach | Tunbridge Wells, Kent                                                                   | Viúva | Queimada em 1º de abril de 1556                                                                            | Rochester, Kent                                          | [ 84 ] [ 126 ]                                                           |
| 97.                                              | John Hullier (ou Hulliarde) | Babraham, Cambridgeshire                                                                | Clérigo - pároco de Babraham, Cambridgeshire                                                                                      | Queimado em 16 de abril de 1556                                                                            | Cambridge, Cambridgeshire                                | [ 84 ] [ 127 ] [ 128 ]                                                   |
| 98.                                              | William Tyms (or Timmes) | Hockley, Essex                                                                          | Hockley, Essex | Queimado em 24 de abril de 1556                                                                            | Smithfield, London                                       | [ 84 ] [ 129 ]                                                           |
| 99.                                              | Robert Drake | Thundersley, Essex                                                                      | Clérigo - ministro ou pároco de Thundersley, Essex                                                                                | Queimado em 24 de abril de 1556                                                                            | Smithfield, London                                       | [ 84 ] [ 129 ]                                                           |
| 100.                                             | Richard Spurge | Bocking, Essex                                                                          | Tosquiador | Queimado em 24 de abril de 1556                                                                            | Smithfield, London                                       | [ 84 ] [ 129 ]                                                           |
| 101.                                             | Thomas Spurge | Bocking, Essex                                                                          | Tecelão de lãns | Queimado em 24 de abril de 1556                                                                            | Smithfield, London                                       | [ 84 ] [ 129 ]                                                           |
| 102.                                             | George Ambrose | Bocking, Essex                                                                          | Tecelão de lãns | Queimado em 24 de abril de 1556                                                                            | Smithfield, London                                       | [ 84 ] [ 129 ]                                                           |
| 103.                                             | John Cavel (ou Cauell) | Bocking, Essex                                                                          | Tecelão | Queimado em 24 de abril de 1556                                                                            | Smithfield, London                                       | [ 84 ] [ 129 ]                                                           |
|                                                  | Colchester martyrs of April 1556 |                                                                                         | | |                                                          |                                                                          |
| 104.                                             | Christopher Lister | Dagenham, Essex                                                                         | Lavrador | Queimado em 28 de abril de 1556                                                                            | Colchester, Essex                                        | [ 84 ] [ 130 ]                                                           |
| 105.                                             | John Mace | Colchester, Essex                                                                       | Apotecário | Queimado em 28 de abril de 1556                                                                            | Colchester, Essex                                        | [ 84 ] [ 130 ]                                                           |
| 106.                                             | John Spencer | Colchester, Essex                                                                       | Tecelão | Queimado em 28 de abril de 1556                                                                            | Colchester, Essex                                        | [ 84 ] [ 130 ]                                                           |
| 107.                                             | Simon Joyne |                                                                                         | Serrador | Queimado em 28 de abril de 1556                                                                            | Colchester, Essex                                        | [ 130 ]                                                                  |
| 108.                                             | Richard Nicol | Colchester, Essex                                                                       | Tecelão | Queimado em 28 de abril de 1556                                                                            | Colchester, Essex                                        | [ 84 ] [ 130 ]                                                           |
| 109.                                             | John Hamond | Colchester, Essex                                                                       | Curtidor | Queimado em 28 de abril de 1556                                                                            | Colchester, Essex                                        | [ 84 ] [ 130 ]                                                           |
|                                                  | |                                                                                         | | |                                                          |                                                                          |
| 110.                                             | Hugh Laverock (ou Lauarocke) | Barking, Essex                                                                          | Pintor (um homem coxo) | Queimado em 15 de maio de 1556                                                                             | Stratford in Essex                                       | [ 84 ] [ 131 ]                                                           |
| 111.                                             | John Apprice (ou Aprice) |                                                                                         | Homem cego | Queimado em 15 de maio de 1556                                                                             | Stratford-Atte-Bow or Stratford in Essex                 | [ 84 ] [ 131 ]                                                           |
| 112.                                             | Thomas Drowry |                                                                                         | Menino cego | Queimado por volta de 15 de maio de 1556                                                                   | Gloucester, Gloucestershire                              | [ 84 ] [ n 18 ] [ 132 ]                                                  |
| 113.                                             | Thomas Croker |                                                                                         | Pedreiro | Queimado por volta de 15 de maio de 1556                                                                   | Gloucester, Gloucestershire                              | [ 84 ] [ n 18 ] [ 132 ]                                                  |
| 114.                                             | Katherine Hut | Bocking, Essex                                                                          | Viúva | Queimado em 16 de maio de 1556                                                                             | Smithfield, London                                       | [ 84 ] [ 131 ]                                                           |
| 115.                                             | Elizabeth Thackvel | Great Burstead, Essex                                                                   | Empregada doméstica | Queimada em 16 de maio de 1556                                                                             | Smithfield, London                                       | [ 84 ] [ 131 ]                                                           |
| 116.                                             | Joan (ou Jone) Horns | Billericay, Essex                                                                       | Empregada doméstica | Queimada em 16 de maio de 1556                                                                             | Smithfield, London                                       | [ 84 ] [ 131 ]                                                           |
| 117.                                             | Thomas Spicer | Winston, Suffolk                                                                        | Trabalhador | Queimado em 21 de maio de 1556                                                                             | Beccles, Suffolk                                         | [ 84 ] [ n 19 ] [ 133 ]                                                  |
| 118.                                             | John Deny (ou Denny) (possivelmente um mulher Joan ou Jone)                                                                            | Beccles, Suffolk                                                                        | | Queimada em 21 de maio de 1556                                                                             | Beccles, Suffolk                                         | [ 84 ] [ n 19 ] [ 133 ]                                                  |
| 119.                                             | Edmund Poole | Beccles, Suffolk                                                                        | | Queimado em 21 de maio de 1556                                                                             | Beccles, Suffolk                                         | [ 84 ] [ n 19 ] [ 133 ]                                                  |
| 120.                                             | Thomas Harland | Woodmancote, Sussex                                                                     | Carpinteiro | Queimado em 6 de junho de 1556                                                                             | Lewes, Sussex                                            | [ 84 ] [ 96 ] [ 134 ] [ 135 ] [ 136 ]                                    |
| 121.                                             | John Oswald (or Oseward) | Woodmancote, Sussex                                                                     | Lavrador | Queimado em 6 de junho de 1556                                                                             | Lewes, Sussex                                            | [ 84 ] [ 96 ] [ 134 ] [ 135 ] [ 136 ]                                    |
| 122.                                             | Thomas Reed | Ardingly, Sussex                                                                        | | queimado por volta de 6 de junho de 1556                                                                   | Lewes, Sussex                                            | [ 84 ] [ 96 ] [ 135 ]                                                    |
| 123.                                             | Thomas Avington (ou Euington) | Ardingly, Sussex                                                                        | Torneiro | Queimado por volta de 6 de junho de 1556                                                                   | Lewes, Sussex                                            | [ 84 ] [ 96 ] [ 135 ] [ 136 ]                                            |
| 124.                                             | Adam Forster (or Foster) | Mendlesham, Suffolk                                                                     | Lavrador | Queimado em 17 de junho de 1556                                                                            | Bury St Edmunds, Suffolk                                 | [ 138 ] [ 139 ]                                                          |
| 125.                                             | Robert Lawson | Mendlesham, Suffolk                                                                     | Tecelão de linho | Queimado em 17 de junho de 1556                                                                            | Bury St Edmunds, Suffolk                                 | [ 138 ] [ 139 ]                                                          |
| 126.                                             | Thomas Wood |                                                                                         | Clérigo e pastor | Queimado por volta de 20 de junho de 1556                                                                  | Lewes, Sussex                                            | [ 84 ] [ 96 ] [ 135 ]                                                    |
| 127.                                             | Thomas Milles | Hellingly, Sussex                                                                       | | queimado por volta de 20 de junho de 1556                                                                  | Lewes, Sussex                                            | [ 84 ] [ 96 ] [ 135 ] [ n 21 ] [ 136 ]                                   |
| 128.                                             | Thomas Moor |                                                                                         | Servo de lavrador | Queimado em 26 de junho de 1556                                                                            | Leicester, Leicestershire                                | [ 99 ] [ n 22 ] [ 84 ] [ 135 ] [ 50 ]                                    |
|                                                  | Mártires de Stratford, 11 homens e 2 mulheres.                                                                                         |                                                                                         | | |                                                          |                                                                          |
| 129.                                             | Henry Adlington (ou Addlinton) | Grinstead, Sussex                                                                       | Serrador | Queimado em 27 de junho de 1556                                                                            | Stratford-Atte-Bow                                       | [ 84 ] [ 140 ]                                                           |
| 130.                                             | Lawrence (or Laurence) Parnam | Hoddesdon, Hertfordshire                                                                | Ferreiro | Queimado em 27 de junho de 1556                                                                            | Stratford-Atte-Bow                                       | [ 84 ] [ 140 ]                                                           |
| 131.                                             | Henry Wye | Stanford-le-Hope, Essex                                                                 | Cervejeiro | Queimado em 27 de junho de 1556                                                                            | Stratford-Atte-Bow                                       | [ 84 ] [ 140 ]                                                           |
| 132.                                             | William Holywell (ou Hallywell) | Waltham Holy Cross, Essex,                                                              | Ferreiro | Queimado em 27 de junho de 1556                                                                            | Stratford-Atte-Bow                                       | [ 84 ] [ 140 ]                                                           |
| 133.                                             | Thomas Bowyer (ou Bowier) | Great Dunmow, Essex                                                                     | Tecelão | Queimado em 27 de junho de 1556                                                                            | Stratford-Atte-Bow                                       | [ 84 ] [ 140 ]                                                           |
| 134.                                             | George Searle | White Notley, Essex                                                                     | Alfaiate | Queimado em 27 de junho de 1556                                                                            | Stratford-Atte-Bow                                       | [ 84 ] [ 140 ]                                                           |
| 135.                                             | Edmond Hurst | St James's Parish, Colchester                                                           | Trabalhador | Queimado em 27 de junho de 1556                                                                            | Stratford-Atte-Bow                                       | [ 84 ] [ 140 ]                                                           |
| 136.                                             | Lion/Lyon Cawch | City of London                                                                          | Comerciante | Queimado em 27 de junho de 1556                                                                            | Stratford-Atte-Bow                                       | [ 84 ] [ 140 ]                                                           |
| 137.                                             | Ralph Jackson | Chipping Ongar, Essex,                                                                  | Servo | Queimado em 27 de junho de 1556                                                                            | Stratford-Atte-Bow                                       | [ 84 ] [ 140 ]                                                           |
| 138.                                             | John Derifall (or Dorifall) | Rettendon, Essex                                                                        | Trabalhador | Queimado em 27 de junho de 1556                                                                            | Stratford-Atte-Bow                                       | [ 84 ] [ 140 ]                                                           |
| 139.                                             | John Routh/Roth | Wickes, Essex                                                                           | Trabalhador | Queimado em junho de 1556                                                                                  | Stratford-Atte-Bow                                       | [ 84 ] [ 140 ]                                                           |
| 140.                                             | Elizabeth Pepper | St James's parish, Colchester                                                           | Esposa de Thomas Pepper, tecelão.                                                                                                 | Queimada em 27 de junho de 1556                                                                            | Stratford-Atte-Bow                                       | [ 84 ] [ n 23 ] [ 140 ]                                                  |
| 141.                                             | Agnes George | West Barefold, Essex                                                                    | Esposa de Richard George, lavrador.                                                                                               | Queimada em 27 de junho de 1556                                                                            | Stratford-Atte-Bow                                       | [ 84 ] [ n 23 ] [ 140 ] [ n 24 ] [ 141 ]                                 |
|                                                  | |                                                                                         | | |                                                          |                                                                          |
| 142.                                             | Roger Bernard | Framsden, Suffolk                                                                       | Trabalhador | Queimado em 30 de junho de 1556                                                                            | Bury St Edmunds, Suffolk                                 | [ 138 ] [ 139 ]                                                          |
| 143.                                             | Julins Palmer | Reading, Berkshire                                                                      | Professor | Queimado por volta de 15 de julho de 1556                                                                  | 'The Sand-pits', Nr Newbury, Berkshire                   | [ 84 ] [ 142 ]                                                           |
| 144.                                             | John Guin/Jhon Gwin |                                                                                         | Sapateiro | Queimado por volta de 15 de julho de 1556                                                                  | 'The Sand-pits', Nr Newbury, Berkshire                   | [ 84 ] [ 142 ]                                                           |
| 145.                                             | Thomas Askin/Askue |                                                                                         | | Queimado por volta de 15 de julho de 1556                                                                  | 'The Sand-pits', Nr Newbury, Berkshire                   | [ 84 ] [ 142 ]                                                           |
|                                                  | Mártires de Guernsey (Três mulheres e um bebe não nascido)                                                                             |                                                                                         | | |                                                          |                                                                          |
| 146.                                             | Catherine Cauchés (as vezes escrito Katherine Cawches)                                                                                 | St Peter Port, Guernsey, Channel Islands                                                | | Queimada em 18 de julho de 1556                                                                            | St Peter Port, Guernsey, Channel Islands                 | [ 143 ]                                                                  |
| 147.                                             | Perotine Massey (grávida) | St Peter Port, Guernsey, Channel Islands                                                | Esposa de Norman um ministro calvinista                                                                                           | Queimada em 18 de julho de 1556                                                                            | St Peter Port, Guernsey, Channel Islands                 | [ 143 ]                                                                  |
| 148.                                             | Guillemine Gilbert | St Peter Port, Guernsey, Channel Islands                                                | | Queimado em 18 de julho de 1556                                                                            | St Peter Port, Guernsey, Channel Islands                 | [ 143 ]                                                                  |
|                                                  | |                                                                                         | | |                                                          |                                                                          |
| 149.                                             | Thomas Dungate (ou Dougate) | East Grinstead, Sussex                                                                  | | Queimado em 18 de julho de 1556                                                                            | Grinstead, Sussex                                        | [ 84 ] [ 99 ] [ 136 ] [ 144 ]                                            |
| 150.                                             | John Forman (ou capataz) | East Grinstead, Sussex                                                                  | | Queimado em 18 de julho de 1556                                                                            | Grinstead, Sussex                                        | [ 84 ] [ 99 ] [ 136 ] [ 144 ]                                            |
| 151.                                             | Anne Tree (ou Try) | West Hoathly, Sussex                                                                    | | Queimada em 18 de julho de 1556                                                                            | Grinstead, Sussex                                        | [ 84 ] [ 99 ] [ 136 ] [ 144 ]                                            |
| 152.                                             | Joan Waste | All Hallows', Derby, Derbyshire                                                         | Mulher cega | Queimado em 1º de agosto de 1556                                                                           | Derby, Derbyshire                                        | [ 99 ]                                                                   |
| 153.                                             | Edward Sharp |                                                                                         | Fabricante de luvas (possivelmente)                                                                                               | Queimado no início de setembro de 1556                                                                     | Bristol, Gloucestershire/Somerset                        | [ 99 ]                                                                   |
| 154.                                             | Rose Pencell |                                                                                         | | Queimado em 17 de outubro de 1555                                                                          | Bristol                                                  | [ 145 ]                                                                  |
| 155.                                             | William Shapton |                                                                                         | Tecelão | Queimado em 17 de outubro de 1555                                                                          | Bristol                                                  | [ 145 ]                                                                  |
| 156.                                             | John Kurde | Syresham, Northamptonshire                                                              | Sapateiro | Queimado em outubro de 1556 ou 20 de setembro de 1557                                                      | Northampton, Northamptonshire                            | [ 99 ] [ 146 ]                                                           |
| 157.                                             | John Noyes | Laxfield, Suffolk                                                                       | Sapateiro | Queimado em 22 de setembro de 1556 ou 1557                                                                 |                                                          | [ 147 ]                                                                  |
| 158.                                             | Thomas Ravensdale |                                                                                         | | Queimado em 24 de setembro de 1556                                                                         | Mayfield, Sussex                                         | [ 99 ] [ 136 ]                                                           |
| 159.                                             | John Hart |                                                                                         | | Queimado em 24 de setembro de 1556                                                                         | Mayfield, Sussex                                         | [ 99 ] [ 136 ]                                                           |
| 160.                                             | Homem desconhecido |                                                                                         | Sapateiro | Queimado em 24 de setembro de 1556                                                                         | Mayfield, Sussex                                         | [ 99 ]                                                                   |
| 161.                                             | Homem desconhecido |                                                                                         | Coureiro | Queimado em 24 de setembro de 1556                                                                         | Mayfield, Sussex                                         | [ 99 ]                                                                   |
| 162.                                             | Nicholas Holden | Withyham, Sussex                                                                        | Tecelão | Queimado em 24 de setembro de 1556                                                                         | Mayfield, Sussex                                         | [ 79 ] [ 136 ]                                                           |
| 163.                                             | Homem desconhecido |                                                                                         | Carpinteiro | Queimado em 25 de setembro de 1556                                                                         | Bristol, Gloucestershire/Somerset                        | [ 99 ]                                                                   |
| 164.                                             | John Horn |                                                                                         | | Queimado no final de setembro de 1556                                                                      | Wotton-under-Edge, Gloucestershire                       | [ 99 ] [ 148 ] [ n 25 ] [ 149 ]                                          |
| 165.                                             | John Phillpott | Tenterden, Kent                                                                         | | Queimado em 16 de janeiro de 1557                                                                          | Wye, Ashford, Kent                                       | [ 84 ] [ n 26 ] [ 150 ]                                                  |
| 166.                                             | Thomas Stephens | Biddenden, Kent                                                                         | | Queimado em 16 de janeiro de 1557                                                                          | Wye, Ashford, Kent                                       | [ 84 ] [ n 26 ] [ 150 ]                                                  |
|                                                  | Mártires da Cantuária de janeiro de 1557                                                                                               |                                                                                         | | |                                                          |                                                                          |
| 167.                                             | Stephen Kempe | Norgate, Kent                                                                           | | Queimado em 15 de janeiro de 1557                                                                          | Canterbury, Kent                                         | [ 150 ]                                                                  |
| 168.                                             | William Waterer | Biddenden, Kent                                                                         | | Queimado em 15 de janeiro de 1557                                                                          | Canterbury, Kent                                         | [ 150 ]                                                                  |
| 169.                                             | William Prowting | Thurnham, Kent                                                                          | | Queimado em 15 de janeiro de 1557                                                                          | Canterbury, Kent                                         | [ 150 ]                                                                  |
| 170.                                             | William Lowick | Cranbrook, Kent                                                                         | | Queimado em 15 de janeiro de 1557                                                                          | Canterbury, Kent                                         | [ 150 ]                                                                  |
| 171.                                             | Thomas Hudson | Selling, Kent                                                                           | | Queimado em 15 de janeiro de 1557                                                                          | Canterbury, Kent                                         | [ 150 ]                                                                  |
| 172.                                             | William Hay | Hythe, Kent                                                                             | | Queimado em 15 de janeiro de 1557                                                                          | Canterbury, Kent                                         | [ 150 ]                                                                  |
|                                                  | |                                                                                         | | |                                                          |                                                                          |
| 173.                                             | Nicholas Final | Tenterden, Kent                                                                         | | Queimado em 16 de janeiro de 1557                                                                          | Ashford, Kent                                            | [ 84 ] [ n 27 ] [ 150 ]                                                  |
| 174.                                             | Martin Bradbridge | Tenterden, Kent                                                                         | | Queimado em 16 de janeiro de 1557                                                                          | Ashford, Kent                                            | [ 84 ] [ n 27 ] [ 151 ]                                                  |
| 175.                                             | William Carman (ou Carmen) |                                                                                         | | Dia e mês desconhecidos 1557                                                                               |                                                          | [ 152 ]                                                                  |
| 176.                                             | Thomas Loseby |                                                                                         | | Queimado em 12 de abril de 1557                                                                            | Smithfield, London                                       | [ 84 ] [ 153 ] [ n 29 ]                                                  |
| 177.                                             | Henry Ramsey |                                                                                         | | Queimado em 12 de abril de 1557                                                                            | Smithfield, London                                       | [ 84 ] [ 153 ]                                                           |
| 178.                                             | Thomas Thyrtell (ou Sturtle) |                                                                                         | | Queimado em 12 de abril de 1557                                                                            | Smithfield, London                                       | [ 84 ] [ 153 ]                                                           |
| 179.                                             | Margaret Hyde |                                                                                         | | Queimado em 12 de abril de 1557                                                                            | Smithfield, London                                       | [ 84 ] [ 153 ] [ n 30 ]                                                  |
| 180.                                             | Agnes Stanley (ou Stanlye) |                                                                                         | | Queimado em 12 de abril de 1557                                                                            | Smithfield, London                                       | [ 84 ] [ 153 ] [ 154 ]                                                   |
| 181.                                             | Richard Sharpe |                                                                                         | Tecelão | Queimado em 7 de maio de 1557                                                                              | Cotham, Bristol                                          | [ 155 ]                                                                  |
| 182.                                             | Thomas Hale |                                                                                         | Sapateiro | Queimado em 7 de maio de 1557                                                                              | Cotham, Bristol                                          | [ 155 ]                                                                  |
| 183.                                             | Stephen Gratwick (ou Steuen Grathwick)                                                                                                 | Brighthelmstone (agora Brighton), Sussex                                                | | Queimado no final de maio de 1557                                                                          | St. George's Fields, Southwark, Surrey                   | :p.272                                                                   |
| 184.                                             | William Morant |                                                                                         | | Queimado no final de maio de 1557                                                                          | St. George's Fields, Southwark, Surrey                   | :p. 272                                                                  |
| 185.                                             | Thomas King |                                                                                         | | Queimado no final de maio de 1557                                                                          | St. George's Fields, Southwark, Surrey                   | :p.272                                                                   |
|                                                  | Mártires Maidstone |                                                                                         | | |                                                          |                                                                          |
| 186.                                             | Joan (ou Jone) Bradbridge | Staplehurst, Kent                                                                       | Presumivelmente um parente da viúva Bradbridge, queimado em 19 de junho de 1557                                                   | Queimada em 18 de junho de 1557                                                                            | Maidstone, Kent                                          | [ 84 ] [ 159 ]                                                           |
| 187.                                             | Walter Appleby | Maidstone, Kent                                                                         | | Queimado em 18 de junho de 1557                                                                            | Maidstone, Kent                                          | [ 84 ] [ 159 ]                                                           |
| 188.                                             | Petronil Appleby | Maidstone, Kent                                                                         | Esposa de Walter Appleby | Queimado em 18 de junho de 1557                                                                            | Maidstone, Kent                                          | [ 84 ] [ 159 ]                                                           |
| 189.                                             | Edmund Allin (or Allen) | Maplehurst Mill, Frittenden, Kent                                                       | Operador de celeiro | Queimado em 18 de junho de 1557                                                                            | Maidstone, Kent                                          | [ 84 ] [ 159 ]                                                           |
| 190.                                             | Katherine Allin (or Allen) | Maplehurst Mill, Frittenden, Kent                                                       | Esaposa de Edmund Allin/Allen, miller                                                                                             | Queimado em 18 de junho de 1557                                                                            | Maidstone, Kent                                          | [ 84 ] [ 159 ]                                                           |
| 191.                                             | Joan (or Jone) Manning | Maidstone, Kent                                                                         | | Queimado em 18 de junho de 1557                                                                            | Maidstone, Kent                                          | [ 84 ] [ 159 ]                                                           |
| 192.                                             | Elizabeth (surname possibly 'Lewis')                                                                                                   |                                                                                         | Homem cego | Queimado em 18 de junho de 1557                                                                            | Maidstone, Kent                                          | [ 84 ] [ 159 ]                                                           |
|                                                  | Mártires da Cantuária, junho de 1557.                                                                                                  |                                                                                         | | |                                                          |                                                                          |
| 193.                                             | John Fishcock/Jhon Fiscoke |                                                                                         | | Queimado em 19 de junho de 1557                                                                            | Canterbury, Kent                                         | [ 84 ] [ 159 ]                                                           |
| 194.                                             | Nicholas White |                                                                                         | | Queimado em 19 de junho de 1557                                                                            | Canterbury, Kent                                         | [ 84 ] [ 159 ]                                                           |
| 195.                                             | Nicholas Pardue/Perdue |                                                                                         | | Queimado em 19 de junho de 1557                                                                            | Canterbury, Kent                                         | [ 84 ] [ 159 ]                                                           |
| 196.                                             | Barbara Final |                                                                                         | | Queimado em 19 de junho de 1557                                                                            | Canterbury, Kent                                         | [ 84 ] [ 159 ]                                                           |
| 197.                                             | Bradbridge's Widow (esposa de Bradbridge)                                                                                              | ProvavelmenteTenterden, Kent.                                                           | Provavelmente a viúva de Martin Bradbridge, queimado em 16 de janeiro de 1557                                                     | Queimada em 19 de junho de 1557                                                                            | Canterbury, Kent                                         | [ 159 ]                                                                  |
| 198.                                             | Mistress Wilson (também referida como 'Wilson's Wife')                                                                                 |                                                                                         | | Queimada em 19 de junho de 1557                                                                            | Canterbury, Kent                                         | [ 84 ] [ 159 ]                                                           |
| 199.                                             | Alice Benden, possivelmente referida como 'Benson's Wife'                                                                              | Staplehurst Cranbrook, Kent                                                             | | Queimada em 19 de junho de 1557                                                                            | Canterbury, Kent                                         | [ 84 ] [ 159 ]                                                           |
|                                                  | Lewes Martyrs |                                                                                         | | |                                                          |                                                                          |
| 200.                                             | Richard Woodman | Warbleton, Sussex                                                                       | Ferreiro | Queimado em 22 de junho de 1557                                                                            | Lewes, Sussex                                            | [ 84 ] [ 96 ] [ 161 ]                                                    |
| 201.                                             | George Stevens (ou Steuens) | Warbleton, Sussex                                                                       | | Queimado em 22 de junho de 1557                                                                            | Lewes, Sussex                                            | [ 84 ] [ 96 ] [ 161 ]                                                    |
| 202.                                             | William Mainard | Mayfield, Sussex                                                                        | | Queimado em 22 de junho de 1557                                                                            | Lewes, Sussex                                            | [ 84 ] [ 96 ] [ 161 ]                                                    |
| 203.                                             | Alexander Hosman | Mayfield, Sussex                                                                        | Servo de William Mainard | Queimado em 22 de junho de 1557                                                                            | Lewes, Sussex                                            | [ 84 ] [ 96 ] [ 161 ]                                                    |
| 204.                                             | Thomasina Wood | Mayfield, Sussex                                                                        | Empredaga de William Mainard | Queimada em 22 de junho de 1557                                                                            | Lewes, Sussex                                            | [ 84 ] [ 96 ] [ 161 ]                                                    |
| 205.                                             | Margery Morris (ou Morice) | Heathfield, Sussex                                                                      | | Queimada em 22 de junho de 1557                                                                            | Lewes, Sussex                                            | [ 84 ] [ 96 ] [ 136 ] [ 161 ]                                            |
| 206.                                             | James Morris (or Morice) – filho de Margery                                                                                            | Heathfield, Sussex                                                                      | | Queimada em 22 de junho de 1557                                                                            | Lewes, Sussex                                            | [ 84 ] [ 136 ] [ 161 ]                                                   |
| 207.                                             | Denis Burcis (ou Burgis) | Buxted, Sussex                                                                          | | Queimado em 22 de junho de 1557                                                                            | Lewes, Sussex                                            | [ 84 ] [ 96 ] [ 136 ] [ 161 ]                                            |
| 208.                                             | Ann Ashdon (ou Ashdown; também referida como 'Ashdon's Wife')                                                                          | Rotherfield, Sussex                                                                     | | Queimada em 22 de junho de 1557                                                                            | Lewes, Sussex                                            | [ 84 ] [ 96 ] [ 161 ]                                                    |
| 209.                                             | Mary Groves (também conhecida como 'Gloue's Wife')                                                                                     | Lewes, Sussex                                                                           | | Queimada em 22 de junho de 1557                                                                            | Lewes, Sussex                                            | [ 84 ] [ 96 ] [ 161 ] [ n 32 ] [ 136 ] [ 162 ]                           |
|                                                  | |                                                                                         | | |                                                          |                                                                          |
| 210.                                             | Simon Miller (ou Milner) | Lynn, Norfolk                                                                           | | Queimado em 13 de julho de 1557                                                                            | Norwich, Norfolk                                         | [ 84 ] [ 163 ]                                                           |
| 211.                                             | Elizabeth Cooper | St Andrew's Church, Norwich, Norfolk                                                    | Esposa de um estanho | Queimada em 13 de julho de 1557                                                                            | Norwich, Norfolk                                         | [ 84 ] [ 163 ]                                                           |
| 212.                                             | George Egles/Eagles |                                                                                         | | Enforcado, arrastado e esquartejado, agosto de 1557                                                        | Chelmsford, Essex                                        | [ 84 ] [ 164 ]                                                           |
|                                                  | Mártires de Colchester, agosto de 1557.                                                                                                |                                                                                         | | |                                                          |                                                                          |
| 213.                                             | William Bongeor | St Nicholas Parish, Colchester, Essex                                                   | Vidraçeiro | Queimado em 2 de agosto de 1557                                                                            | Colchester, Essex                                        | [ 165 ]                                                                  |
| 214.                                             | William Purchase (ou Purcas) | Bocking, Essex                                                                          | | Queimado em 2 de agosto de 1557                                                                            | Colchester, Essex                                        | [ 165 ]                                                                  |
| 215.                                             | Thomas Benhote (ou Benold) | Colchester, Essex                                                                       | Vendedor de cebo | Queimado em 2 de agosto de 1557                                                                            | Colchester, Essex                                        | [ 165 ]                                                                  |
| 216.                                             | Agnes Silverside (ou Smith) | Colchester, Essex                                                                       | Viuva | Queimada em 2 de agosto de 1557                                                                            | Colchester, Essex                                        | [ 165 ]                                                                  |
| 217.                                             | Helen (ou Ellen) Ewring | Colchester, Essex                                                                       | Esposa de John Ewring, miller | Queimada em 2 de agosto de 1557                                                                            | Colchester, Essex                                        | [ 165 ]                                                                  |
| 218.                                             | Elizabeth Folk | Colchester, Essex                                                                       | Jovem empregada | Queimada em 2 de agosto de 1557                                                                            | Colchester, Essex                                        | [ 165 ]                                                                  |
| 219.                                             | William Munt (ou Mount) | Much Bentley, Essex                                                                     | | Queimado em 2 de agosto de 1557                                                                            | Colchester, Essex                                        | [ 165 ]                                                                  |
| 220.                                             | Alice Munt (ou Mount) | Much Bentley, Essex                                                                     | Esposa de William Munt (ou Mount)                                                                                                 | Queimada em 2 de agosto de 1557                                                                            | Colchester, Essex                                        | [ 165 ]                                                                  |
| 221.                                             | Rose Allen (ou Allin) | Much Bentley, Essex                                                                     | Solteira, filha de Alice Mount | Queimada em 2 de agosto de 1557                                                                            | Colchester, Essex                                        | [ 165 ]                                                                  |
| 222.                                             | John Johnson | Thorpe, Essex                                                                           | Trabalhador | Queimado em 2 de agosto de 1557                                                                            | Colchester, Essex                                        | [ 165 ]                                                                  |
|                                                  | |                                                                                         | | |                                                          |                                                                          |
| 223.                                             | Richard Crashfield | Wymondham, Norfolk                                                                      | | Queimado em 5 de agosto de 1557                                                                            | Norwich, Norfolk                                         | which records 'one at Norwich' in July                                   |
| 224.                                             | Father Fruier |                                                                                         | | Queimado em agosto de 1557                                                                                 | Rochester, Kent                                          | [ 84 ] [ 164 ]                                                           |
| 225.                                             | Robert Stevenson |                                                                                         | | Queimado em agosto de 1557                                                                                 | Rochester, Kent                                          | [ 167 ]                                                                  |
| 226.                                             | Sister of George Eagles |                                                                                         | | Queimado em agosto de 1557                                                                                 | Rochester, Kent                                          | [ 84 ] [ 164 ]                                                           |
| 227.                                             | Unknown Woman |                                                                                         | | Queimado em agosto de 1557                                                                                 | Rochester, Kent                                          | [ 84 ]                                                                   |
| 228.                                             | Agnes Prest | Boyton, Cornwall                                                                        | | Queimado em 15 de agosto de 1557                                                                           | Southernhay, Exeter                                      | [ 168 ]                                                                  |
| 229.                                             | Thomas Benion |                                                                                         | Tecelão | Queimado em 27 de agosto de 1557                                                                           | Bristol                                                  | [ 155 ]                                                                  |
| 230.                                             | Joyce Lewis | Mancetter, Warwickshire                                                                 | Gentlewoman | Queimado em setembro de 1557                                                                               | Lichfield, Staffordshire                                 | – may be the same as Joyce Bowes, August 1557 (the Regester)             |
| 231.                                             | Ralph Allerton/Rafe Glaiton | Much Bentley, Essex                                                                     | | Queimado em 17 de setembro de 1557                                                                         | Islington                                                | [ 84 ] [ 171 ]                                                           |
| 232.                                             | James Austoo (ou Auscoo) |                                                                                         | | Queimado em 17 de setembro de 1557                                                                         | Islington                                                | [ 84 ] [ 171 ]                                                           |
| 233.                                             | Margery Austoo (ou Auscoo) |                                                                                         | | Queimado em 17 de setembro de 1557                                                                         | Islington                                                | [ 84 ] [ 171 ]                                                           |
| 234.                                             | Richard Roth (ou Rooth) |                                                                                         | | Queimado em 17 de setembro de 1557                                                                         | Islington                                                | [ 84 ] [ 171 ]                                                           |
| 235.                                             | Agnes Bongeor (também conhecida como Esposa de Bowmer), esposa de Richard Bongeor (nome semelhante, mas data de falecimento diferente) |                                                                                         | | Queimada em 17 de setembro (ou data desconhecida em julho)                                                 | Colchester, Essex                                        | (or March 1558, Colchester)                                              |
| 236.                                             | Margaret Thurston/Viúva Thurston - nome semelhante, mas data de falecimento diferente                                                  |                                                                                         | | Queimado em 17 de setembro (ou data desconhecida em julho)                                                 | Colchester, Essex                                        | (or March 1558, Colchester)                                              |
| 237.                                             | Cicely Ormes | St Edmund's Parish, Norwich, Norfolk                                                    | Esposa de Edmund Ormes, tecelão.                                                                                                  | Queimada em 23 de setembro de 1557                                                                         | Norwich, Norfolk                                         | [ 172 ] [ 173 ] [ 174 ]                                                  |
| 238.                                             | Thomas Spurdance |                                                                                         | Servo da rainha | Queimado em novembro de 1557                                                                               | Bury St Edmunds, Suffolk                                 | [ 173 ] [ 175 ]                                                          |
| 239.                                             | John Halingdale/Hallingdale/Hollingday                                                                                                 |                                                                                         | Carpinteiro | Queimado, 18 de novembro/ou dia desconhecido de outubro de 1557,                                           | Smithfield, London                                       | [ 84 ] [ 173 ] [ 176 ]                                                   |
| 240.                                             | William Sparrow |                                                                                         | | queimado, 18 de novembro/ou dia desconhecido de outubro de 1557                                            | Smithfield, London                                       | [ 84 ] [ 173 ] [ 176 ]                                                   |
| 241.                                             | Richard Gibson |                                                                                         | Cavalheiro | Queimado, 18 de novembro/ou dia desconhecido de outubro de 1557                                            | Smithfield, London                                       | [ 84 ] [ 173 ] [ 176 ]                                                   |
| 242.                                             | John Rough/Jhon Roughe | Londres/Islington, Middlesex                                                            | Clérigo, ministro de Londres/Islington, Middlesex                                                                                 | Queimado em 22 de dezembro de 1557                                                                         | Smithfield, London                                       | [ 84 ] [ 177 ]                                                           |
| 243.                                             | Margaret Maring (ou Mering) |                                                                                         | | Queimado em 22 de dezembro de 1557                                                                         | Smithfield, London                                       | [ 84 ] [ 177 ]                                                           |
| 244.                                             | [Unknown forename ...] Lawton |                                                                                         | | Queimado em março de 1558                                                                                  | Huntingdon, Huntingdonshire                              | [ 79 ]                                                                   |
| 245.                                             | Cuthbert Symson/Symion | Londres/Islington, Middlesex                                                            | Clérigo - diácono da igreja em Londres/Islington, Middlesex                                                                       | Morreu em 28 de março de 1558                                                                              | Smithfield, London                                       | [ 84 ] [ 178 ]                                                           |
| 246.                                             | Hugh Foxe |                                                                                         | Hosier | Morreu em 28 de março de 1558                                                                              | Smithfield, London                                       | [ 84 ] [ 178 ]                                                           |
| 247.                                             | John Devinish/Jhon Denneshe |                                                                                         | Wool winder | Morreu em 28 de março de 1558                                                                              | Smithfield, London                                       | [ 84 ] [ 178 ]                                                           |
| 248.                                             | William Nichol |                                                                                         | | Queimado em 9 de abril de 1558                                                                             | SM9515 Haverfordwest/Hwlffordd, Pembrokeshire/Sir Benfro | [ 84 ] [ 179 ] [ 180 ]                                                   |
| 249.                                             | William Seaman (or Symon) | Mendlesham, Suffolk                                                                     | Lavrador | Queimado em 19 de maio de 1558                                                                             | Norwich, Norfolk                                         | [ 84 ] [ 181 ]                                                           |
| 250.                                             | Thomas Hudson | Aylsham, Norfolk                                                                        | Vendedor de luvas | Queimado em 19 de maio de 1558                                                                             | Norwich, Norfolk                                         | described as 'Glouer' in                                                 |
| 251.                                             | Thomas Carman |                                                                                         | | Queimado em 19 de maio de 1558                                                                             | Norwich, Norfolk                                         | [ 84 ] [ 181 ]                                                           |
| 252.                                             | William Harris |                                                                                         | | Queimado em 26 de maio de 1558                                                                             | Colchester                                               | [ 84 ] [ 141 ]                                                           |
| 253.                                             | Richard Day |                                                                                         | | Queimado em 26 de maio de 1558                                                                             | Colchester, Essex                                        | [ 84 ] [ 141 ]                                                           |
| 254.                                             | Christian George (mulher) |                                                                                         | | Queimado em 26 de maio de 1558                                                                             | Colchester, Essex                                        | her husband had previously been married to Agnes George, mentioned above |
|                                                  | Islington Martyrs |                                                                                         | | |                                                          |                                                                          |
| 255.                                             | Henry Pond (or Houde) |                                                                                         | | Queimado em 27 de junho de 1558                                                                            | Smithfield, London                                       | [ 84 ] [ 182 ]                                                           |
| 256.                                             | Reinald Eastland (or Launder) |                                                                                         | | Queimado em 27 de junho de 1558                                                                            | Smithfield, London                                       | [ 84 ] [ 182 ]                                                           |
| 257.                                             | Robert Southain (or Southam) |                                                                                         | | Queimado em 27 de junho de 1558                                                                            | Smithfield, London                                       | [ 84 ] [ 182 ]                                                           |
| 258.                                             | Matthew Ricarby (or Ricarbie) |                                                                                         | | Queimado em 27 de junho de 1558                                                                            | Smithfield, London                                       | [ 84 ] [ 182 ]                                                           |
| 259.                                             | John Floyd (or Flood) |                                                                                         | | Queimado em 27 de junho de 1558                                                                            | Smithfield, London                                       | [ 84 ] [ 182 ]                                                           |
| 260.                                             | John Holiday (or Hollyday) |                                                                                         | | Queimado em 27 de junho de 1558                                                                            | Smithfield, London                                       | [ 84 ] [ 182 ]                                                           |
| 261.                                             | Roger Holland | Londres (proximo de St John's Wood)                                                     | Alfaiate comerciante | Queimado em 27 de junho de 1558                                                                            | Smithfield, London                                       | [ 84 ] [ 182 ]                                                           |
|                                                  | |                                                                                         | | |                                                          |                                                                          |
| 262.                                             | Sir Richard Yeoman (ou Yeman) | Hadleigh, Suffolk                                                                       | Clérigo Hadleigh, Suffolk | Queimado em 10 de julho de 1558                                                                            | Norwich, Norfolk                                         | [ 84 ] [ 183 ] [ 184 ]                                                   |
|                                                  | Mártires de Islington (segundo grupo)                                                                                                  |                                                                                         | | |                                                          |                                                                          |
| 263.                                             | Robert Mills |                                                                                         | | Queimado em 14 de julho de 1558                                                                            | Brentford, Middlesex                                     | [ 182 ]                                                                  |
| 264.                                             | Stephen Cotton |                                                                                         | | Queimado em 14 de julho de 1558                                                                            | Brentford, Middlesex                                     | [ 84 ] [ 182 ]                                                           |
| 265.                                             | Robert Dynes |                                                                                         | | Queimado em 14 de julho de 1558                                                                            | Brentford, Middlesex                                     | [ 182 ]                                                                  |
| 266.                                             | Stephen Wight (or Wreight) |                                                                                         | | Queimado em 14 de julho de 1558                                                                            | Brentford, Middlesex                                     | [ 84 ] [ 182 ]                                                           |
| 267.                                             | John Slade |                                                                                         | | Queimado em 14 de julho de 1558                                                                            | Brentford, Middlesex                                     | [ 84 ] [ 182 ]                                                           |
| 268.                                             | William Pikes (apelidos: Pikas, Peckes)                                                                                                |                                                                                         | | Queimado em 14 de julho de 1558                                                                            | Brentford, Middlesex                                     | [ 84 ] [ 182 ]                                                           |
|                                                  | |                                                                                         | | |                                                          |                                                                          |
| 269.                                             | John Cooke |                                                                                         | Serrador | Queimado por volta de 25 de julho de 1558                                                                  | Bury St Edmunds, Suffolk                                 | [ 185 ]                                                                  |
| 270.                                             | Robert Milles (or Plummer) |                                                                                         | Tosquiador | Queimado por volta de 25 de julho de 1558                                                                  | Bury St Edmunds                                          | [ 185 ]                                                                  |
| 271.                                             | Alexander Lane |                                                                                         | Construtor de rodas | Queimado por volta de 25 de julho de 1558                                                                  | Bury St Edmunds, Suffolk                                 | [ 185 ]                                                                  |
| 272.                                             | James Ashley |                                                                                         | Solteiro | Queimado por volta de 25 de julho de 1558                                                                  | Bury St Edmunds, Suffolk                                 | [ 185 ]                                                                  |
| 273.                                             | Thomas Benbrike/Benbridge |                                                                                         | Cavalehiro | Dia desconhecido em julho de 1558                                                                          | Winchester, Hampshire                                    | [ 84 ] [ 186 ]                                                           |
| 274.                                             | John (or Richard) Snell | Bedale, Yorkshire                                                                       | | Queimado em 9 de setembro de 1558                                                                          | Richmond, Yorkshire                                      | [ 187 ]                                                                  |
|                                                  | Ipswich Martyrs of 1558 |                                                                                         | | |                                                          |                                                                          |
| 275.                                             | Alexander Gooch (or Geche, or Gouch)                                                                                                   | Woodbridge or Melton, Suffolk                                                           | Tecelão de colchas | Queimado em 4 de novembro de 1558                                                                          | Ipswich Cornhill                                         | [ 84 ] [ 188 ]                                                           |
| 276.                                             | Alice Driver | Grundisburgh, Suffolk                                                                   | Esposa de um lavrador | Queimada em 4 de novembro de 1558                                                                          | Ipswich Cornhill                                         | [ 188 ]                                                                  |
| 277.                                             | Philip Humphrey (ou Humfrey) |                                                                                         | | Queimado em novembro de 1558                                                                               | Bury St Edmunds, Suffolk                                 | [ 189 ]                                                                  |
| 278.                                             | John David/Jhon Dauy (irmão de Henry David)                                                                                            |                                                                                         | | Queimado em novembro de 1558                                                                               | Bury St Edmunds, Suffolk                                 | [ 189 ]                                                                  |
| 279.                                             | Henry David/H. Dauy (irmão de John David)                                                                                              |                                                                                         | | Queimado em novembro de 1558                                                                               | Bury St Edmunds, Suffolk                                 | [ 189 ]                                                                  |
|                                                  | Canterbury Martyrs of 1558 |                                                                                         | | |                                                          |                                                                          |
| 280.                                             | John Corneford | Wrotham, Kent                                                                           | | Queimado em 15 de novembro de 1558                                                                         | Canterbury, Kent                                         | [ 190 ]                                                                  |
| 281.                                             | Christopher Brown | Maidstone, Kent                                                                         | | Queimado em 15 de novembro de 1558                                                                         | Canterbury                                               | [ 190 ]                                                                  |
| 282.                                             | John Herst | Ashford, Kent                                                                           | | Queimado em 15 de novembro de 1558                                                                         | Canterbury, Kent                                         | [ 190 ]                                                                  |
| 283.                                             | Alice Snoth |                                                                                         | | Queimado em 15 de novembro de 1558                                                                         | Canterbury, Kent                                         | [ 190 ]                                                                  |
| 284.                                             | Katherine Knight/Tynley |                                                                                         | Uma mulher idosa | Queimado em 15 de novembro de 1558                                                                         | Canterbury                                               | [ 190 ]                                                                  |
|                                                  | Nota: Maria I morreu em 17 de novembro de 1558.                                                                                        |                                                                                         | | |                                                          |                                                                          |
| Protestantes radicais executados sob Elizabeth I | |                                                                                         | | |                                                          |                                                                          |
| 1.                                               | Jan Wielmacker (um anabatista) | Holandês - membro de um conventículo em Aldgate, Londres                                | | 22 de julho de 1575                                                                                        | Smithfield, London                                       | [ 191 ]                                                                  |
| 2.                                               | Hendrik Ter Woort (um anabatista) | Holandês - membro de um conventículo em Aldgate, Londres                                | | 22 de julho de 1575                                                                                        | Smithfield, London                                       | [ 191 ]                                                                  |
| 3.                                               | Matthew Hamont (um unitário) | Hethersett, Norfolk                                                                     | Fabricante de arados | 20 de maio de 1579                                                                                         | Norwich Castle                                           | [ 192 ]                                                                  |
| 4.                                               | John Lewes (um unitário) |                                                                                         | | 18 de setembro de 1583                                                                                     | Norwich, Norfolk                                         | [ 192 ]                                                                  |
| 5.                                               | Peter Cole (um unitário) | Ipswich, Suffolk                                                                        | Curtume | 1587 | Norwich                                                  | [ 192 ]                                                                  |
| 6.                                               | Francis Kett (um unitário) | Wymondham, Norfolk                                                                      | Clérigo e físico | 14 de janeiro de 1589                                                                                      | Norwich Castle                                           | -                                                                        |
| 7.                                               | John Greenwood | London                                                                                  | Puritan divine: separatista | 6 de abril de 1593                                                                                         | London                                                   | -                                                                        |
| 8.                                               | Henry Barrowe (ou Barrow) | London                                                                                  | Advogado, defendia o separatismo de igreja e estado, e a adoção de uma política congregacional.                                   | 6 de abril de 1593                                                                                         | London                                                   | -                                                                        |
| 9.                                               | John Penry | Nascido em Llangammarch, Powys, preso em Ratcliffe, Londres.                            | Escritor e pregador | 29 de maio de 1593                                                                                         | St Thomas a Watering, Old Kent Road, London              | [ 195 ]                                                                  |
| Protestantes radicais executados sob Jaime I     | |                                                                                         | | |                                                          |                                                                          |
| 1.                                               | Bartholomew Legate (um ariano) | Hornchurch, Essex                                                                       | Comerciante de roupas | 18 de março de 1612                                                                                        | Smithfield, London                                       | [ 196 ]                                                                  |
| 2.                                               | Edward Wightman (um anabatista) | Burton-upon-Trent, Staffordshire                                                        | Comerciante e ministro | 11 de abril de 1612                                                                                        | Lichfield, Staffordshire                                 | [ 197 ]                                                                  |

## Também mencionados por Foxe
- John Fortune (ou Cutler) (de Hintlesham, Suffolk, ferreiro, queimado ou morto na prisão) [198]
- John Warner de Bourne[62][136]
- Thomas Athoth, clérigo[136] 'ele pode ter morrido na prisão, fugido ou – menos provavelmente – sido perdoado.'[199]
- John Ashedon de Catsfield[136][200]

## Processos póstumos
- William Tracy de Toddington, Gloucestershire, 'adorável escudeiro', exumado e queimado, 1532 [201]
- John Tooley, criador de aves, exumado e queimado, 4 de junho de 1555 [202]
- James Trevisam, morreu em 3 de julho de 1555 e foi convocado postumamente para comparecer perante o bispo[203]
- Catarina, esposa de Pedro Mártir Vermigli, exumada em 1556, Cambridge[204]
- Martin Bucer, Professor de Divinity, exumado e queimado em 6 de fevereiro de 1557, Cambridge[204][205]
- Paul Fagius, Conferencista em hebraico, exumado e queimado em 6 de fevereiro de 1557, Cambridge[204][205]
- Joan Seaman, início de 1558, recusaram o enterro em Mendlesham[177]
- John Glover, cavalheiro, 'sobre o último fim da Rainha Mary', ordenado a ser exumado[113]
- William Glover, Setembro de 1558, recusaram o enterro em Wem, Shropshire[113]
- Edward Burton, 15 de Janeiro de 1559, recusaram o enterro em Shrewsbury[113]